# 崔邈 (書法家)
崔邈，河北清河人，唐代書法家，官至長史。他向张旭学书法，又将技法传授给褚长文，韩方明。在蔡希综所著的《法书论》中記載曾以“山川草木反覆於寸纸之间，日月星辰回环於尺牍之上。”來評論優秀的書法應達至此一境界。